# Principe del Carolina
Carolina [del Principe] là một khu tự quản thuộc tỉnh Antioquia, Colombia. Thủ phủ của khu tự quản Carolina [del Principe] đóng tại Carolina Khu tự quản Carolina [del Principe] có diện tích 166 ki lô mét vuông. Đến thời điểm ngày 28 tháng 5 năm 2005, khu tự quản Carolina [del Principe] có dân số 4071 người.